# Шигаєвка
Шига́євка (рос. Шигаевка) — присілок у складі Білокатайського району Башкортостану, Росія. Входить до складу Ємашинської сільської ради.
Населення — 44 особи (2010; 76 у 2002).
Національний склад:
- росіяни — 70 %